# 摩泽尔凯恩
摩泽尔凯恩是德国莱茵兰-普法尔茨州的一个市镇。总面积4.73平方公里，总人口593人，其中男性300人，女性293人（2011年12月31日），人口密度125人/平方公里。